# Argyra hirta
Argyra hirta är en tvåvingeart som beskrevs av Van Duzee 1925. Argyra hirta ingår i släktet Argyra och familjen styltflugor.
Artens utbredningsområde är Colorado. Inga underarter finns listade i Catalogue of Life.